# 練馬区立三原台中学校

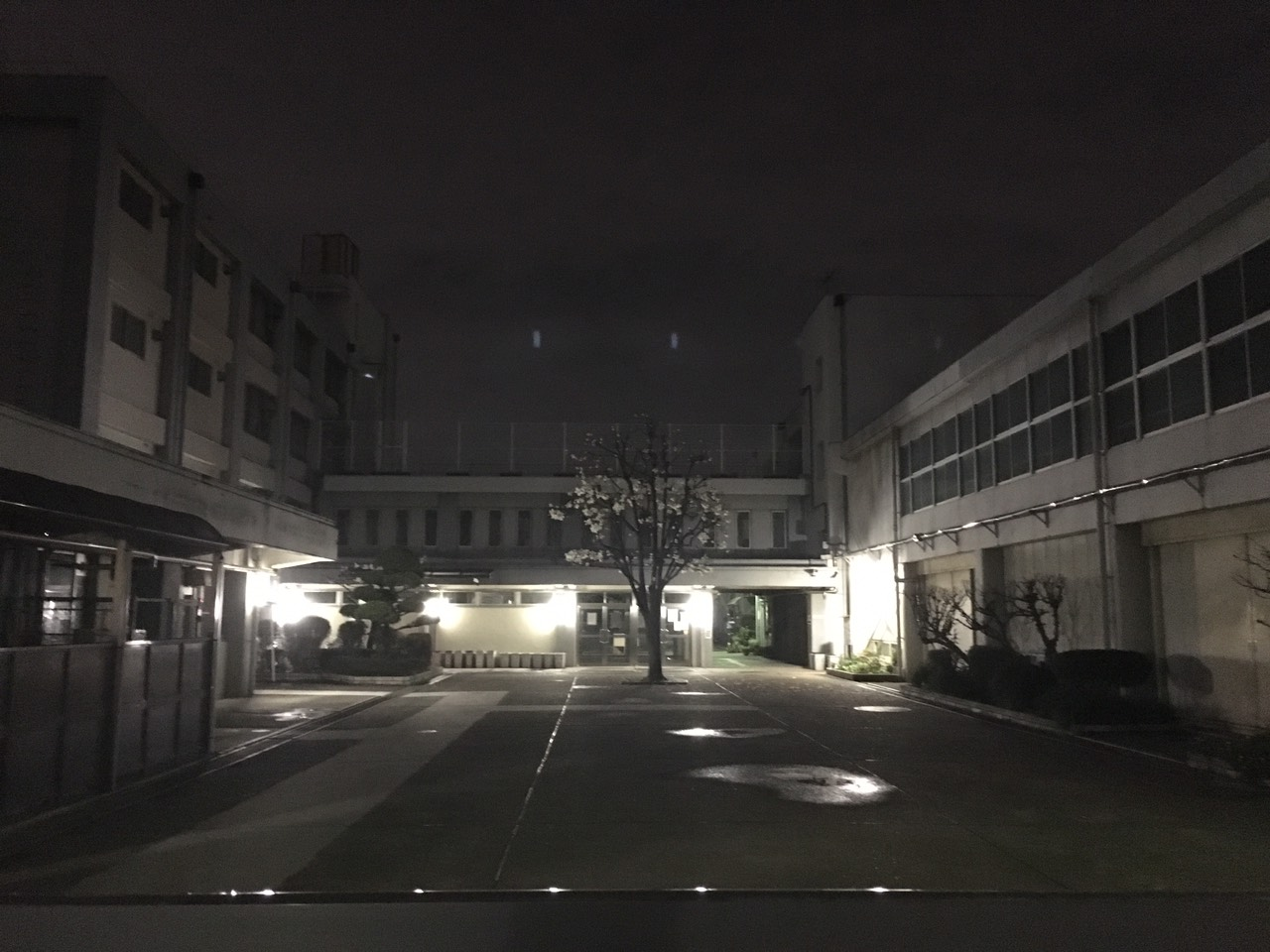
三原台中学校の夜の写真。

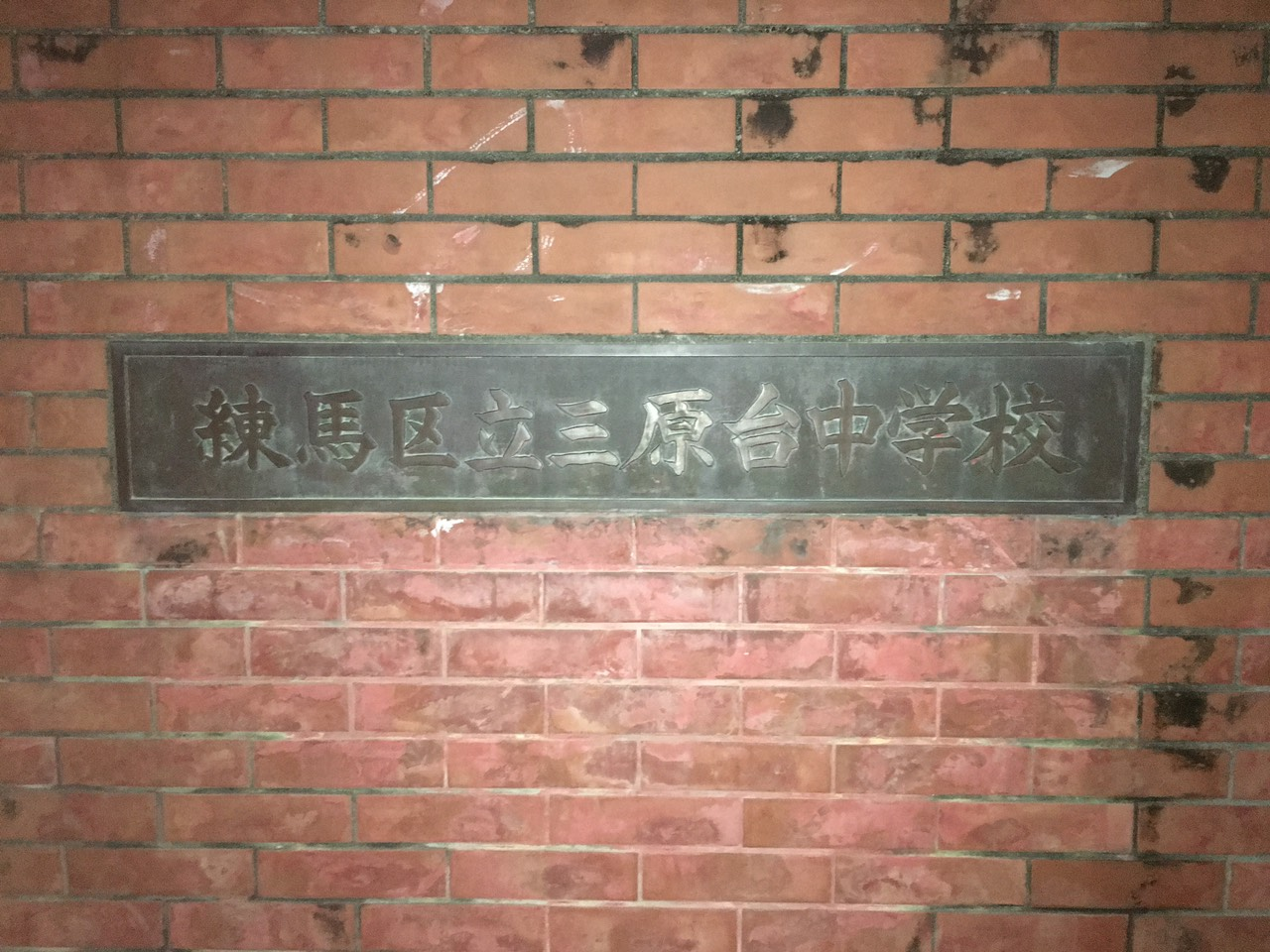
三原台中学校の正門にあるプレート。

練馬区立三原台中学校（ねりまくりつ みはらだいちゅうがっこう）は、東京都練馬区三原台にある公立の中学校である。2019年(令和元年)5月時点の生徒数は15学級528名。 

## 教育方針
本校開設のHPにおいて『目指す学校像』として、「教師・生徒・保護者・地域間が厚い信頼関係で結ばれた学校」。「教職員が使命感に溢れ、専門性を高めるとともに、一人一人の生徒に寄り添い、大切に育む学校」を謳っている。

## 沿革
- 1978年（昭和53年）
  - 4月1日 - 現在地に大泉中を母体とし、谷原中、石神井東中、八坂中、石神井中、大泉学園中の学区を割いて開校。
  - 7月1日 - 校章制定
  - 12月1日 - 校旗完成
- 1979年（昭和54年）12月1日 - 校歌制定

## 部活動

### 運動部
- バドミントン部
- 女子バレー部
- 剣道部
- 男子バスケット部
- 女子バスケット部
- 野球部
- ソフトテニス部
- サッカー部
- 陸上競技部

### 文化部
- 吹奏楽部
- ボランティア部
- イラスト部
- 英語部
- 手芸部
- 文芸部

## 通学区域
石神井公園駅の北方、南は西武池袋線と富士街道を境とし、北は大泉ジャンクション周辺まで南北に延びた学区となっている。
- 三原台一丁目
- 三原台二丁目
- 三原台三丁目
- 土支田三丁目（6-24）
- 石神井町二丁目（15-36）
- 石神井町四丁目（3-28）
- 石神井町八丁目
- 大泉町二丁目（1の一部、2の一部、4-19、23-27）
- 東大泉二丁目（13-15、19-27）

## 進学前小学校
区立中学校選択制度があり学区外から通学している生徒もいるが、学区指定による小学校は以下の通り。※印は小中一貫教育グループの構成校。
- 光和小学校(※)
- 泉新小学校(※)
- 橋戸小学校(※)

## 学区内の主な施設
- 陽和病院
- 練馬年金事務所

## 事件
2023年9月10日、校長(55歳・男性)が児童ポルノ禁止法違反の疑いで逮捕され、区教育委員会が記者会見を開いて謝罪した。これを受けて同11日同校は全校集会を開いて生徒に説明と謝罪を行い、保護者に対しては翌日、臨時保護者会を開催し謝罪するとともに経緯を説明した。同校では今後、全校生徒を対象に心と体の状態を把握するためアンケートを実施し、希望する生徒にはスクール・カウンセラーによるカウンセリングを予定しているとしている。

同校長についてはこの後、さらに以前に女子生徒に性的暴行を加えてけがを負わせたことが判明し、準強姦致傷の疑いで再逮捕されている。取り調べに対し校長は「姦淫の意識は無かった。被害者のことが好きになり、性的欲求を抑えられなかった」と述べている。逮捕のきっかけは被害を受けた女子生徒が東京都教育委員会が設置する『児童・生徒を教職員等による性暴力から守るための第三者相談窓口』に相談したことが警察への通報につながった。

校長は経歴としては都立西高校を卒業後、学芸大学教育学部へ進学し念願の教員となった。家庭においては愛妻家として知られ、妻との間に子どもが生まれたばかりであった。ただしこの妻は元教え子である。妊娠をきっかけとして結婚をしたが、元校長にとっては二度目の結婚である。最初の結婚は、初任校で知り合った教え子が短大を卒業するまで交際し結婚に至った。この時の元校長の年齢は27歳であった。この最初の結婚でも子をもうけている。この子が二歳の時に二度目の結婚相手である元教え子の妊娠が発覚した。

なお校長は教職における専門は理科で、小学生のころはモノを作ったり理科の実験が大好きな少年であったとされる。

保護者会に出席した生徒の保護者からは、被害の相談の後調査が行われている間、校長がそのまま教育者として職にとどまり続けていたことについて学校や行政の姿勢に対し厳しい批判が向けられた。
2024年12月2日、東京地方裁判所で開かれた公判で被害を訴える元女生徒二人が意見陳述を行った。そのうち一人は「教師は絶対的な存在で、抵抗することが怖かった。つらくて悔しくて、泣きながら帰った日もあった。言葉にすることが恥ずかしく、ただただ被告のおもちゃになるしかなかった。一切許すことができない」とし、さらに別の一人は「多いときは週に複数回、校舎内でわいせつな行為をされ、『２人だけの秘密』と言われた。話したら内申点を下げられる心配があった。心から軽蔑する」と語った。これに対し元校長は「恋人のように付き合っているつもりで、受け入れられていると思った」と合意を得ていると誤解していたと自身の非を一部は認めたが、性的暴行については無罪を主張した。
2024年12月9日東京地裁で判決公判が開かれ、細谷泰暢裁判長は元校長に対し懲役9年の実刑判決を言い渡した。元校長は当時の診断書がないことから、被害者にけがは生じておらず、被告の行為が性的暴行であっても(処罰の軽い)「準強姦罪にとどまる」と主張し、さらにそれ以前に同罪の公訴時効は10年間であるためすでに時効が成立していて、そもそも自分は罪に問われないはずだとも主張していた。しかし細谷裁判長は、被告が犯行時に撮影した動画データなどをもとに「けがを負った」とする法医学者の証言を採用し、準強制性交等致傷罪を適用し元校長側の主張を退けた。

## 交通
- 西武バス・国際興業バス（泉39、石02ほか）三原台中学校バス停より徒歩2分
- 西武バス（練48）下屋敷バス停より徒歩5分

## 著名な出身者
- 横山知伸（プロサッカー選手）
- 小林綾子（女優）
- 宮脇茂夫（プロサッカー選手、アスルクラロ沼津所属）
- 氏家英行（プロサッカー選手）